# Going in Blind
Singles de POD
Lights Out
(2006) Addicted
(2007)
Pistes de Greatest Hits: The Atlantic Years
Boom Roots in Stereo
Going in Blind est un morceau du groupe POD. Ce single a été enregistré exclusivement pour la compilation Greatest Hits: The Atlantic Years, sortie en 2006.